# Kaisten
Kaisten (schweizerdeutsch: ˈχæiʃdə) ist eine Einwohnergemeinde im Schweizer Kanton Aargau. Sie gehört zum Bezirk Laufenburg und liegt am Hochrhein an der Grenze zu Deutschland, im Nordosten der Region Fricktal. Flächenmässig ist Kaisten die fünftgrösste Gemeinde des Kantons. 2009 wurde das benachbarte Ittenthal eingemeindet.

## Geographie
Das Haufendorf Kaisten liegt am Zusammenfluss dreier Bäche, knapp zwei Kilometer südlich des Rheins. Das Dorfzentrum befindet sich dabei in einer Klus zwischen der Chinzhalde (434 m ü. M.) im Westen und dem Heuberg (558 m ü. M.) im Osten, zwei Hügeln des Tafeljuras. Südlich der Klus erstreckt sich ein über dreieinhalb Kilometer langes Tal, an dessen Ende das Dorf Ittenthal liegt. Das Tal ist auf drei Seiten von Tafeljurahügeln umgeben, vom Kaistenberg (501 m ü. M.) und dem Frickberg (650 m ü. M.) im Westen, vom Moos (622 m ü. M.) im Süden und vom Schinberg (722 m ü. M.) im Osten, wobei der Schinberg mit seinem schmalen Grat eher untypisch für die Gegend ist und mehr einem Hügel des Faltenjuras ähnelt.
Im Dorfzentrum zweigt vom Haupttal aus ein zwei Kilometer langes Seitental nach Osten ab. In diesem liegt Oberkaisten, ein einstmals getrennter Weiler, der mittlerweile mit der Hauptsiedlung zusammengewachsen ist. Das Seitental wird im Osten durch den Sulzerberg (524 m ü. M.) begrenzt. Nördlich der Klus erstreckt sich zum Rhein hin das flache Kaisterfeld, dessen westlicher Teil vom Hardwald bedeckt ist.
Die Fläche des Gemeindegebiets beträgt 1809 Hektaren, davon sind 810 Hektaren bewaldet und 185 Hektaren überbaut. Die höchste Stelle liegt auf dem Gipfel des Schinbergs, die tiefste auf 290 m ü. M. am Rhein. Nachbargemeinden sind Laufenburg im Osten, Böztal und Frick im Süden, Oeschgen im Südwesten sowie Eiken und Sisseln im Westen. Kaisten grenzt im Norden an die deutschen Gemeinden Murg (Landkreis Waldshut) und Laufenburg (Baden).

## Geschichte
Die Gegend um Kaisten war bereits früh besiedelt. Einzelfunde stammen aus der Bronzezeit, und es wurde ein Hügelgrab der Hallstattzeit entdeckt. 1967 kamen bei Bauarbeiten ein römischer Ziegelbrennofen sowie Ziegelstempel der Legio XXI Rapax und der Legio XI Claudia zum Vorschein. Zwischen 259 und 277 hielten die Alamannen das Gebiet südlich des Rheins besetzt, bis sie von den Römern zurückgedrängt wurden. Der Rhein bildete die Nordgrenze des Römischen Reichs, am Flussufer entstand ein Wachtturm. Um 400 zogen sich die Römer endgültig über die Alpen zurück. Bald darauf besiedelten die Alamannen die Region.
Die erste urkundliche Erwähnung von Keiston erfolgte im Jahr 1282. Der Ortsname stammt vom spätlateinischen (praedium) Cagistinacum, was «dem Cagistinus gehörendes Landgut» bedeutet. Daraus entwickelte sich das althochdeutsche Chegistinacha und schliesslich über Kontraktion des Vorderglieds sowie Abfall des Suffixes der heutige Ortsname. Grösster Grundbesitzer war das adlige Damenstift Säckingen. Die Landesherrschaft lag bis 1386 bei den Grafen von Habsburg-Laufenburg und ging dann an die ältere Linie der Habsburger über. Diese verpfändeten nach dem Waldshuterkrieg von 1468 das gesamte Fricktal an Burgund. Als die Burgunder von den Eidgenossen während der Burgunderkriege vernichtend geschlagen worden waren, kam Kaisten 1477 wieder unter österreichische Herrschaft.
Nach der Reichsreform des österreichischen Kaisers Maximilian I. im Jahr 1491 gehörte Kaisten zu Vorderösterreich und war Teil der Kameralherrschaft Laufenburg (ab 1752 im Oberamt Breisgau). Im 17. Jahrhundert gab es kaum längere Friedenszeiten. Der Rappenkrieg, ein Bauernaufstand, dauerte von 1612 bis 1614. Der Dreissigjährige Krieg, der zwischen 1633 und 1638 auch das Fricktal erfasste, warf das Dorf in seiner wirtschaftlichen Entwicklung zurück. Auch während des Pfälzischen Erbfolgekriegs (1688–1697) zogen fremde Truppen durch die Region.

Luftansicht (1953)

1797 wurde das Fricktal nach dem Frieden von Campo Formio ein französisches Protektorat. Während des Zweiten Koalitionskrieges verlief hier die Frontlinie zwischen den Armeen Frankreichs und Österreichs. Am 20. Februar 1802 wurde Kaisten eine Gemeinde im Distrikt Laufenburg des Kantons Fricktal, der sich im August der Helvetischen Republik anschloss; damit war Kaisten schweizerisch geworden. Seit dem 19. März 1803 gehört die Gemeinde zum Kanton Aargau.
Im Mittelalter und in der frühen Neuzeit spielte die Eisenverhüttung eine wichtige Rolle, bis ins 20. Jahrhundert auch die Ziegelei. Der einst bedeutende Weinbau kam um 1880 wegen der Reblaus-Epidemie fast vollständig zum Erliegen. In der Folge nahm die Bevölkerungszahl ab und begann erst ab 1900 wieder zu steigen, wenn auch sehr langsam. Ab Mitte der 1960er entwickelte sich Kaisten von einem Bauern- zu einem Industriedorf, als die chemische Industrie aus Basel im Kaisterfeld grosse Produktionsanlagen errichtete. Die Bevölkerungszahl hat sich seither fast verdoppelt.
Am 1. Januar 2010 wurde das benachbarte Ittenthal eingemeindet. Nachdem im November 2008 die Gemeindeversammlungen einen entsprechenden Beschluss gefasst hatten, wurde dieser Entscheid am 8. Februar 2009 an der Urne bestätigt. In Kaisten sprachen sich 589 Stimmberechtigte für die Fusion aus, 271 dagegen.

## Sehenswürdigkeiten
Die römisch-katholische Kirche steht etwas über das Dorf erhöht am Fusse des Fasnachtsberges. Die heutige Pfarrkirche St. Michael stammt aus dem Anfang des 18. Jahrhunderts (der Turm trägt die Jahreszahl 1716), ein Vorgängerbau wurde 1443 erstmals urkundlich erwähnt. Im Innern befinden sich eine spätbarocke Kanzel, die Kreuzigungsgruppe, die Strahlenmadonna sowie Skulpturen in den Nischen der Seitenaltäre. Im Jahr 2017 wurde die letzte Innenrenovation abgeschlossen. An der Strasse nach Laufenburg steht die Wendelinskapelle. Auf dem Fasnachtsberg steht die Lourdeskapelle.
Auch im Ortsteil Ittenthal gibt es mit der Kirche St. Maria einen sakralen Bau. Ursprünglich als Kapelle erbaut, wurde sie im Jahr 1706 zu Ehren von Mariä Vermählung geweiht. 1932 erreichte die Kirche mit dem Anbau ihre heutige Form. 1952 wurde der damalige hölzerne Dachreiter durch den heutigen betonierten Glockenturm ersetzt.
Der vom Laufenburger Erwin Rehmann gestaltete Brunnen mitten im Dorf Kaisten ist ein beliebter Treffpunkt und im Sommer eine Bademöglichkeit für Kinder. Wegen der Nachbarschaft zum ehemaligen Restaurant Eichhörnli wird er umgangssprachlich auch Eichhörnli-Brunne genannt.

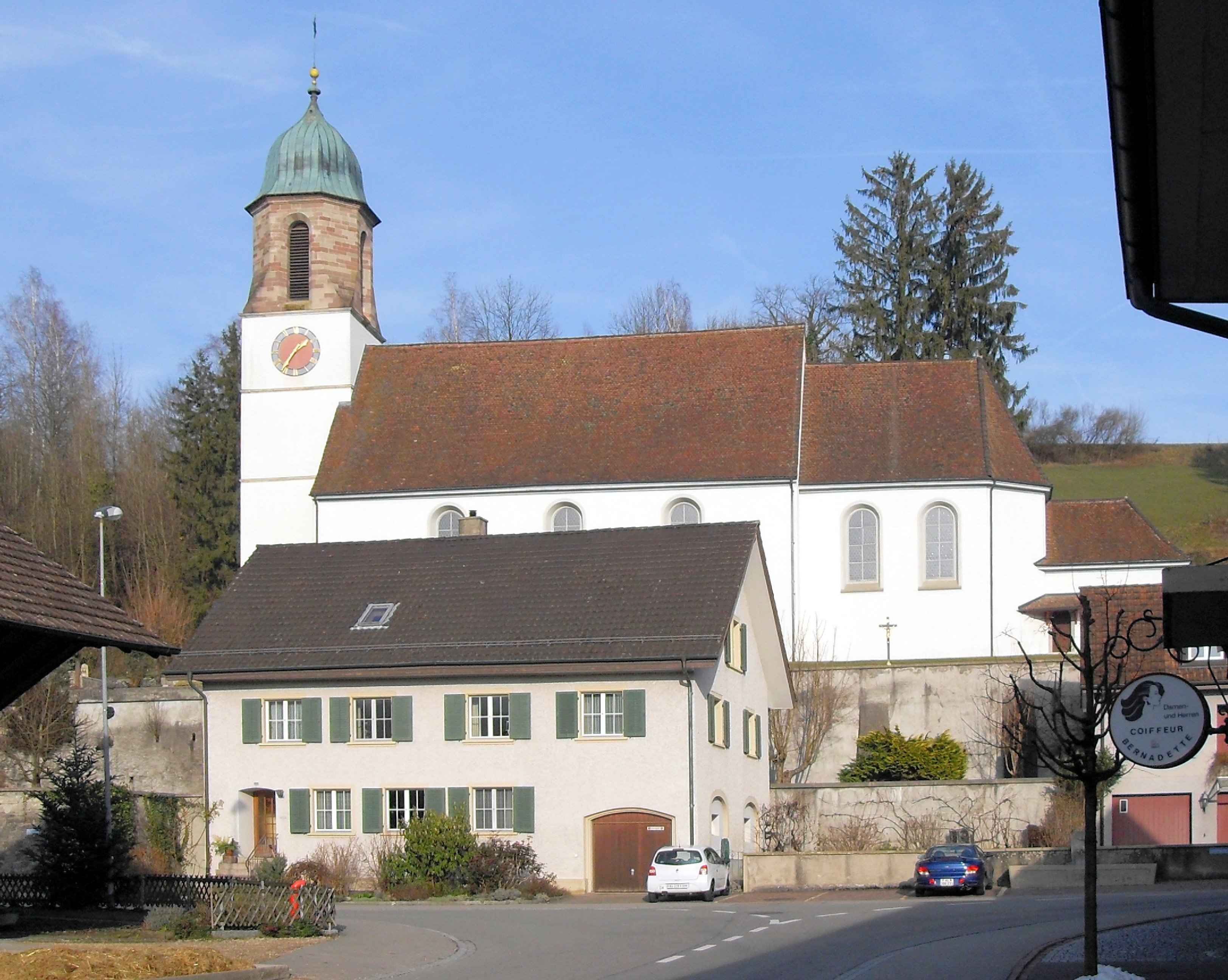
Südseite St. Michael
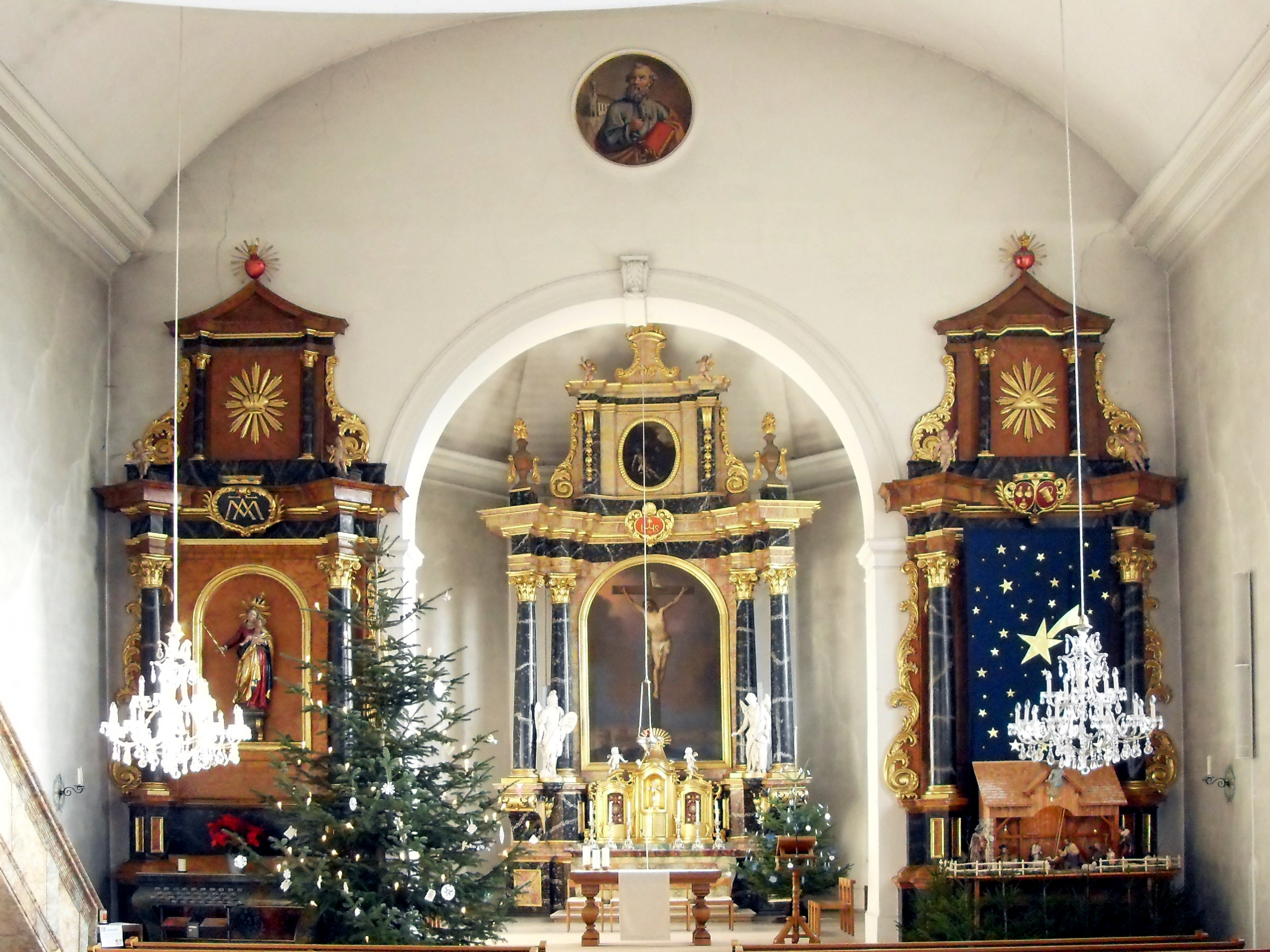
Innenansicht
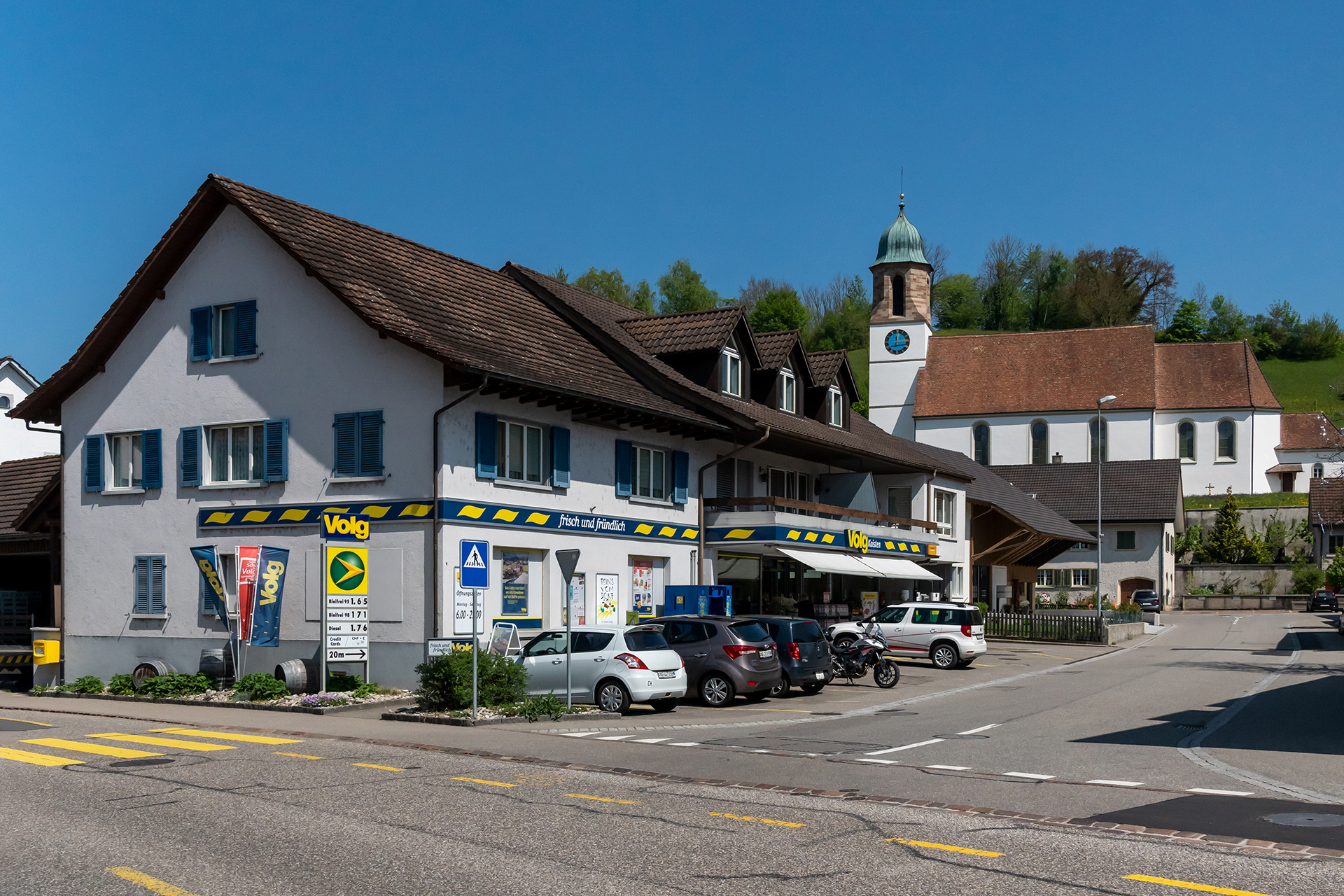
Volg, Post, Pfarrhaus und Kirche
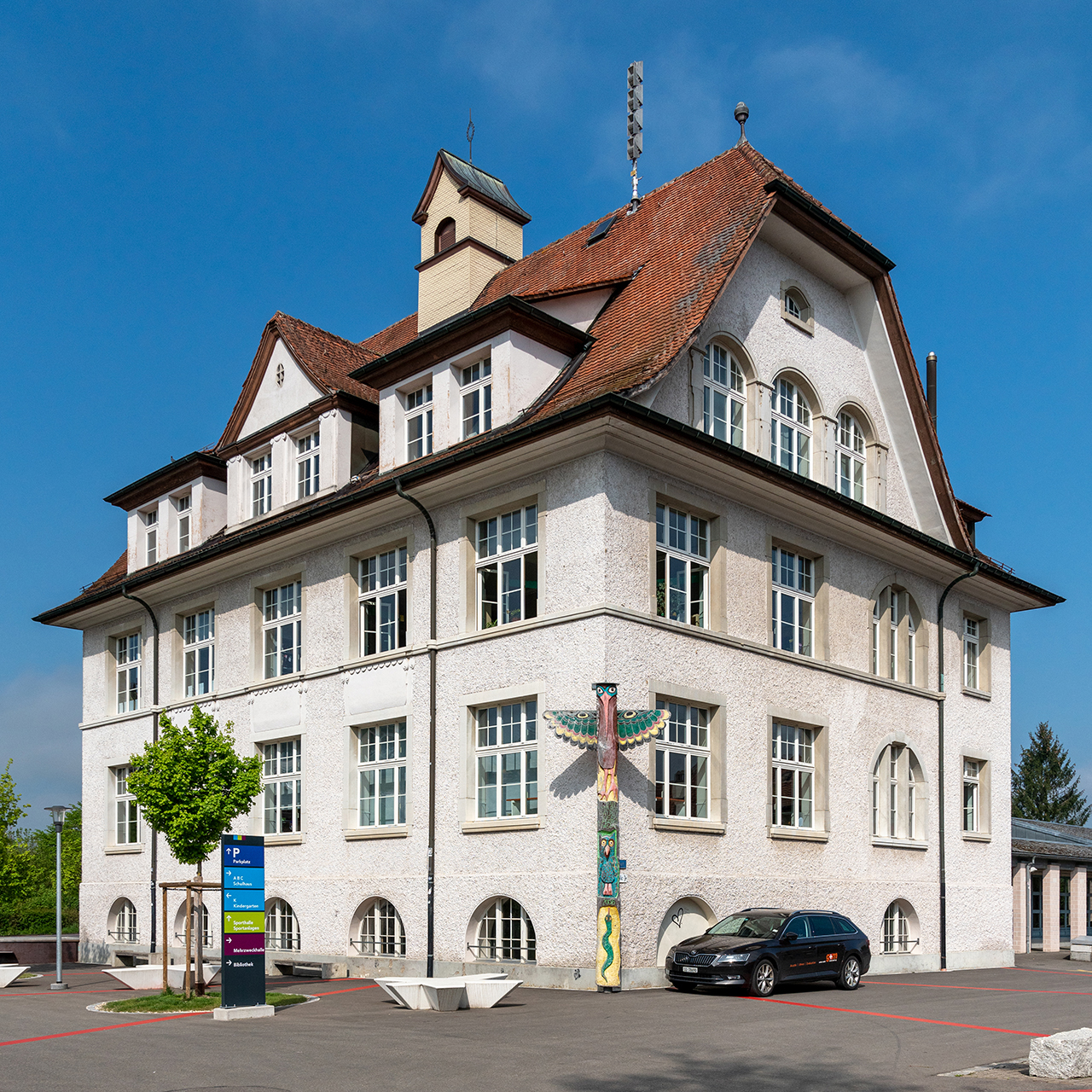
Primarschulhaus
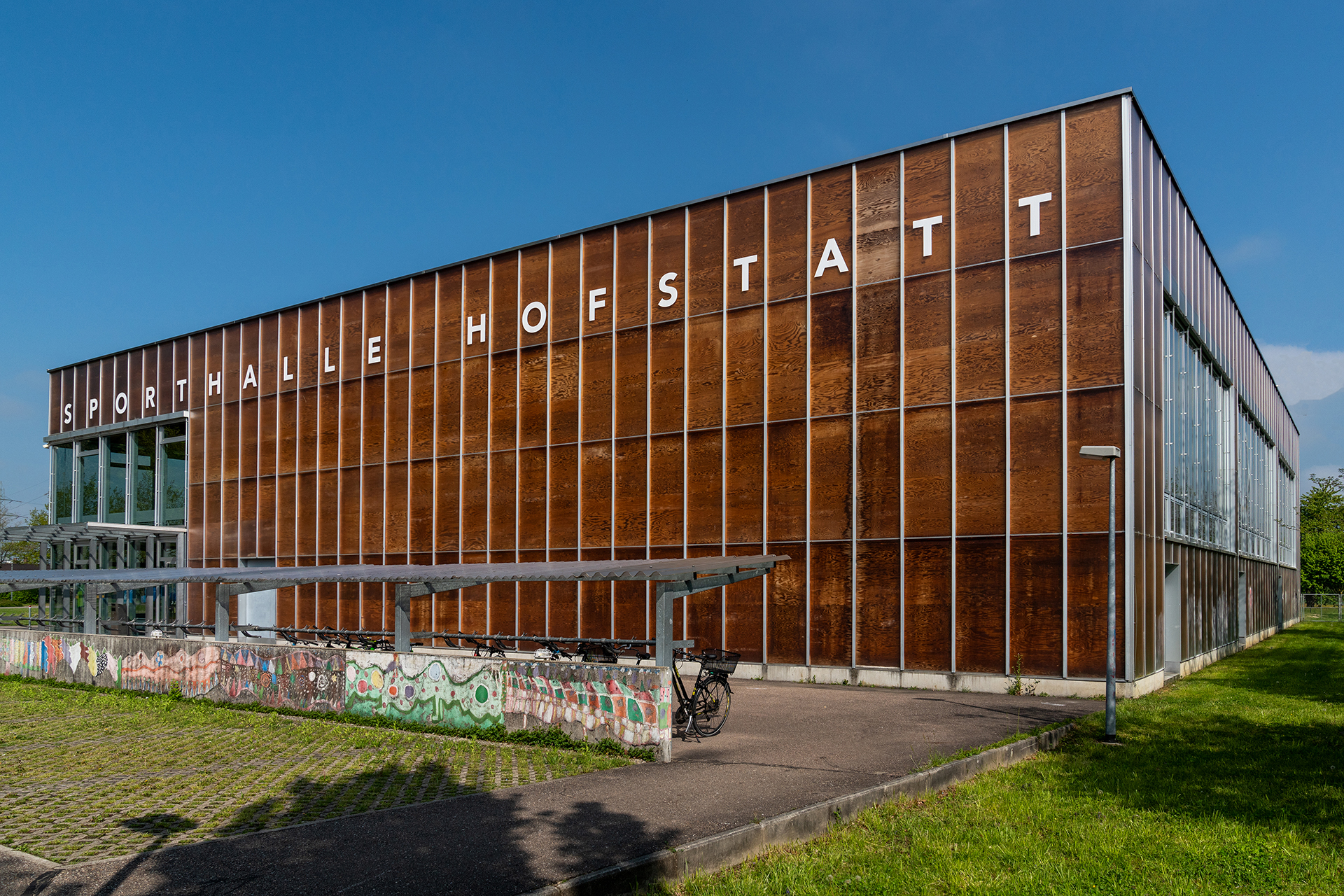
Sporthalle Hofstatt
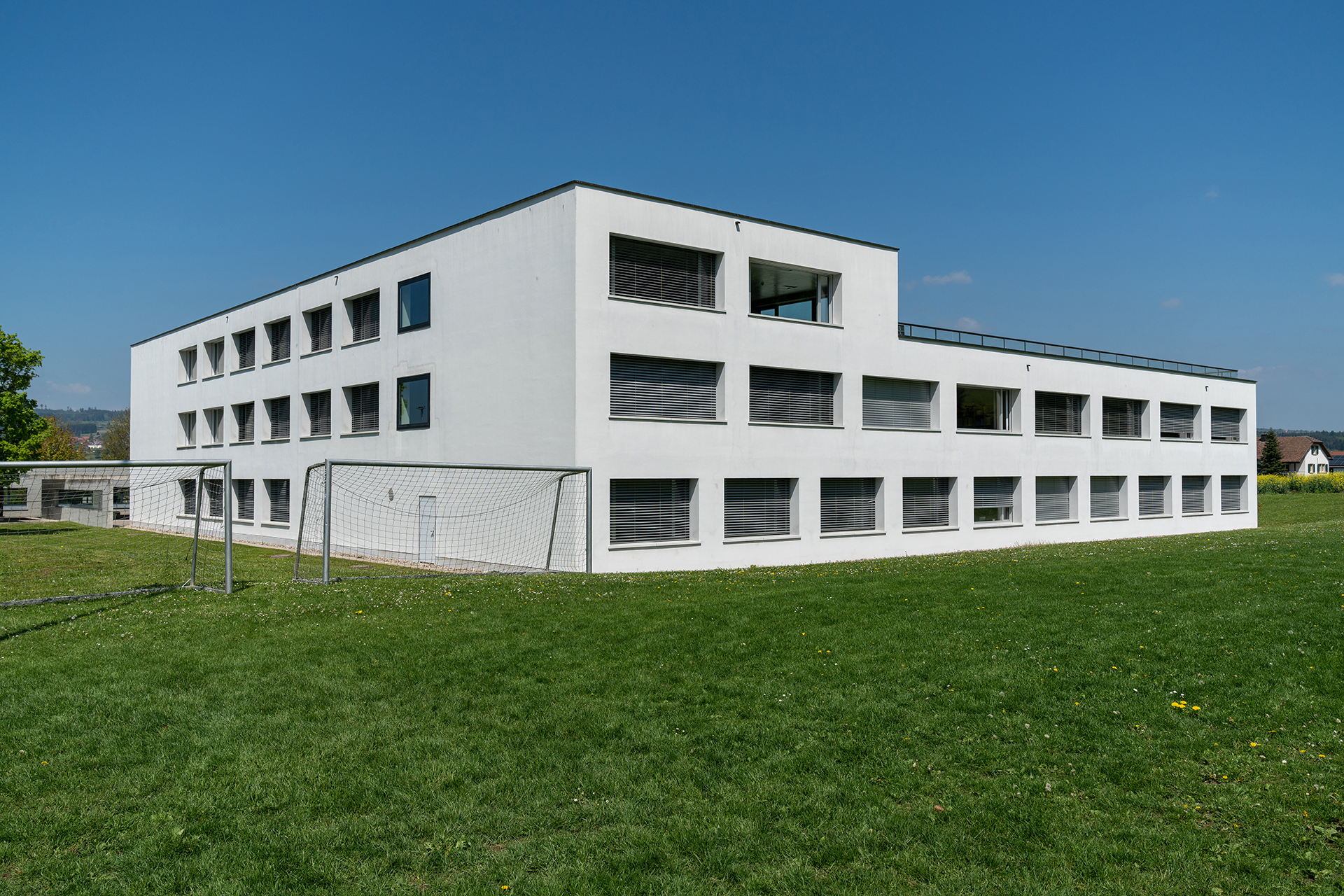
Kreisschule Regio Laufenburg

## Wappen
Die Blasonierung des Gemeindewappens lautet: «In Gelb rotes Rebblatt mit Stiel und Zweig.» Auf dem Gemeindesiegel von 1811 ist noch ein Lindenblatt abgebildet. Da dieses jedoch ein Symbol für das gesamte Fricktal ist, wechselte die Gemeinde 1872 zum Rebblatt. Mit der Zeit wurde aus dem einzelnen Blatt ein ganzer Rebstock, wodurch das Wappen immer mehr demjenigen von Zeiningen glich. 1960 erklärte die Gemeindeversammlung das einzelne Rebblatt als verbindlich.

## Bevölkerung
Die Einwohnerzahlen entwickelten sich wie folgt:
| Jahr      | 1803 | 1850 | 1900 | 1930 | 1950 | 1960 | 1970 | 1980 | 1990 | 2000 | 2010 | 2020 |
| Einwohner | 875  | 1189 | 994  | 1031 | 1160 | 1177 | 1338 | 1634 | 1666 | 2054 | 2559 | 2754 |

Am 31. Dezember 2023 lebten 2948 Menschen in Kaisten, der Ausländeranteil betrug 21 %. Bei der Volkszählung 2015 bezeichneten sich 50,1 % als römisch-katholisch und 16,7 % als reformiert; 33,2 % waren konfessionslos oder gehörten anderen Glaubensrichtungen an. 93,5 % gaben bei der Volkszählung 2000 Deutsch als ihre Hauptsprache an, 1,4 % Albanisch, 1,3 % Italienisch, je 0,6 % Französisch und Englisch.

## Politik und Recht

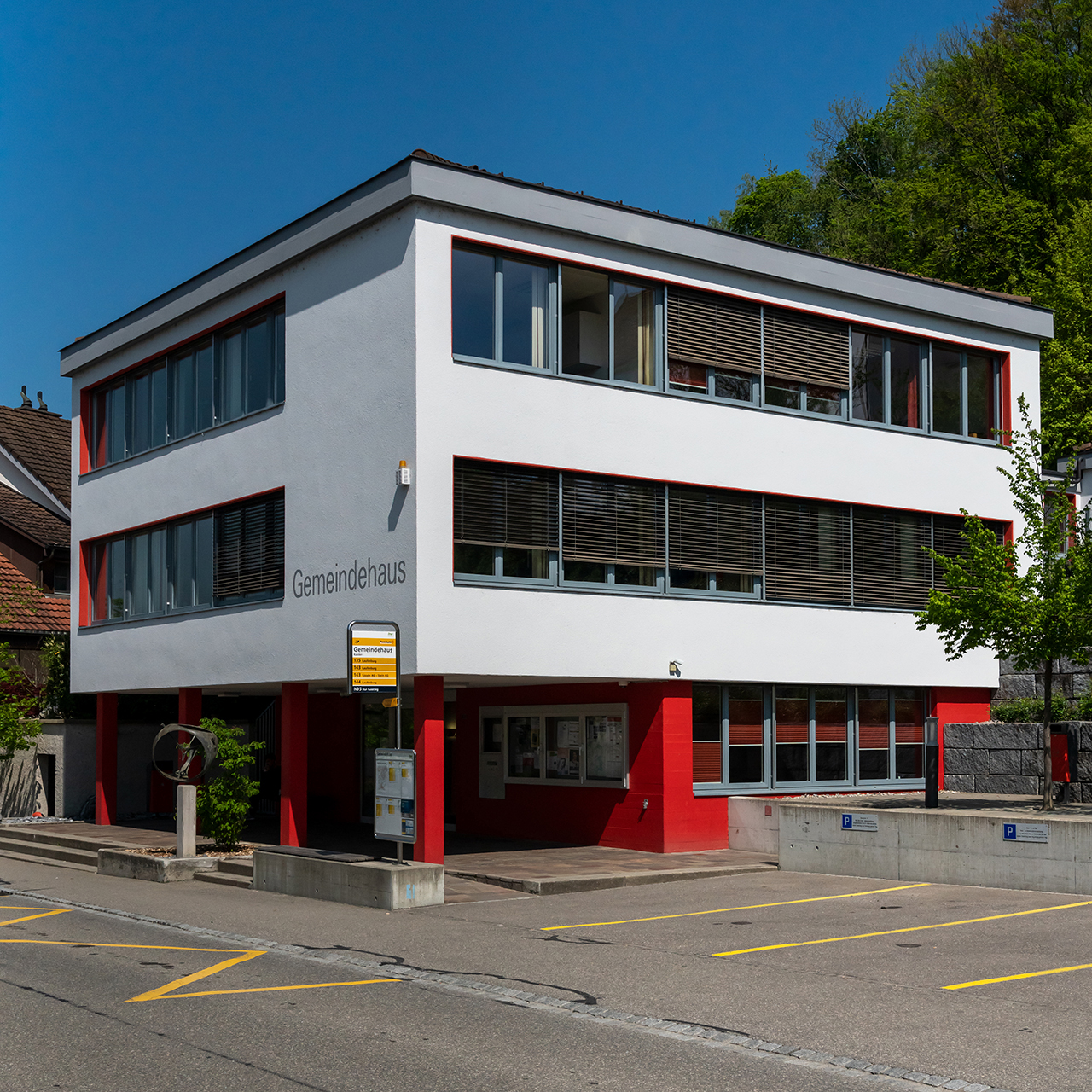
Gemeindehaus

Die Versammlung der Stimmberechtigten, die Gemeindeversammlung, übt die Legislativgewalt aus. Ausführende Behörde ist der fünfköpfige Gemeinderat. Er wird im Majorzverfahren vom Volk gewählt, seine Amtsdauer beträgt vier Jahre. Der Gemeinderat führt und repräsentiert die Gemeinde. Dazu vollzieht er die Beschlüsse der Gemeindeversammlung und die Aufgaben, die ihm vom Kanton zugeteilt wurden. Für Rechtsstreitigkeiten ist in erster Instanz das Bezirksgericht Laufenburg zuständig. Kaisten gehört zum Friedensrichterkreis X (Mettau).
Seit September 2001 ist Kaisten mit dem namensgleichen Kaisten in Unterfranken freundschaftlich verbunden.

## Wirtschaft
In Kaisten gibt es gemäss der im Jahr 2015 erhobenen Statistik der Unternehmensstruktur (STATENT) rund 860 Arbeitsplätze, davon 12 % in der Landwirtschaft, 59 % in der Industrie und 29 % im Dienstleistungssektor. Die BASF besitzt ein Werk für die Produktion von Antioxidations- und Lichtschutzmitteln. Im internationalen Stromverbund spielt Kaisten eine bedeutende Rolle; auf dem Gemeindegebiet befindet sich seit 1957 ein von Swissgrid betriebenes Umspannwerk, in dem nicht weniger als zehn Hochspannungsleitungen zusammentreffen («Stern von Laufenburg»). Zahlreiche Erwerbstätige sind Wegpendler und arbeiten vor allem in den grösseren Gemeinden der Umgebung, teilweise auch in der Agglomeration Basel.
Von einiger Bedeutung ist heute noch der Weinbau. Am Südhang des Heubergs, in Oberkaisten und in Ittenthal war im Jahr 2018 eine Fläche von insgesamt 4,8 Hektaren mit Reben bestockt. Angebaut werden elf verschiedene Sorten, wobei Blauburgunder und Riesling × Sylvaner überwiegen.

## Verkehr
Kaisten ist verkehrsmässig recht gut erschlossen. Knapp einen Kilometer nördlich des Dorfes verläuft dem Rhein entlang die Hauptstrasse 7 zwischen Basel und Winterthur. Durch das Dorf selbst verläuft die Kantonsstrasse 462 von Laufenburg nach Frick. Ittenthal wird durch die Kantonsstrasse 464 erschlossen. Die Anschlüsse Eiken und Frick der Autobahn A3 sind je fünf Kilometer entfernt. Der Anschluss an das Netz des öffentlichen Verkehrs erfolgt durch drei Postautolinien, die vom Bahnhof Laufenburg aus via Frick nach Aarau (Linie 135), Ittenthal (Linie 144) und Stein-Säckingen (Linie 143) führen. An Wochenenden verkehrt ein Nachtbus von Frick über Kaisten und Laufenburg nach Eiken.

## Bildung
Kaisten verfügt über einen Kindergarten mit drei Abteilungen und eine Primarschule. Das Primarschulhaus von Ittenthal wurde im Rahmen der Gemeindefusion aufgegeben. Die Bezirksschule, die Sekundarschule und die Realschule können im Laufenburger Schulzentrum Blauen besucht werden. Die nächstgelegenen Gymnasien befinden sich in Aarau (Alte Kantonsschule und Neue Kantonsschule); aufgrund einer interkantonalen Vereinbarung können Jugendliche aus Teilen des Fricktals das Gymnasium auch in Muttenz (Kanton Basel-Landschaft) oder in Basel absolvieren.

## Persönlichkeiten
- Traugott Fricker (1902–1981), Lehrer, Heimatforscher und Bühnenautor (Ehrenbürger)
- Werner Winter (1924–2001), Raubtierdompteur
- Beny Rehmann (1936–2014), Trompeter und Bandleader